# The Art of Dying (альбом Cashis)
The Art of Dying — дебютний студійний альбом репера Cashis, виданий лейблом RBC Records 30 жовтня 2012 р. Спочатку виконавець планував видати платівку Euthanasia 11 вересня 2012, проте згодом він змінив назву, дату релізу перенесли. В інтерв'ю HipHopDX репер заявив, що Euthanasia має вийти у травні 2013 р. На «Water Whippin'» та «Bring It Back» існують відеокліпи, на «In the Name of Love (Do It All)» — відео зі студії.
19 березня виконавець опублікував уривок «You Think That I'm Crazy» (остаточна назва: «U Think I'm Crazy», продюсер: Eminem). За тиждень репер оприлюднив повну композицію (з діджейськими вигуками). Семпл, використаний у «Teardropz & Closed Caskets», можна почути в треці «Can U Help Me» з мікстейпу Blacc Jesus (2008). Початкову версію «Teardropz & Closed Caskets» (без Roccett) Cashis виклав для безкоштовного завантаження 5 травня 2012, згодом він оприлюднив ремікс з Roccett. Саме остання версія є на платівці. 8 жовтня вийшов безкоштовний передальбомний мікстейп Church on the Move.
У день релізу платівка стала приступною для онлайн-прослуховування на сайті DubCNN.com разом з ексклюзивним бонус-треком «Threat (Nowhere II Hide)», оригінальним інструменталом котрої є «Nowhere to Hide» у виконанні DJ Pooh та Threat.

## Список пісень
| #   | Назва                                                                                  | Продюсер(и)                       | Тривалість |
| --- | -------------------------------------------------------------------------------------- | --------------------------------- | ---------- |
| 1.  | «Stunna»                                                                               | Cin-a-Matik                       | 5:13       |
| 2.  | «Water Whippin'»                                                                       | Cin-a-Matik                       | 3:52       |
| 3.  | «All About the Money»                                                                  | Cin-a-Matik                       | 3:58       |
| 4.  | «Where My Gunz At?»                                                                    | Gutta Beatz                       | 3:41       |
| 5.  | «Picture Me»                                                                           | Young Goku                        | 4:01       |
| 6.  | «In the Name of Love (Do It All)» (з участю Rick Ross, The Game, K-Young та Joe Young) | Rikanatti                         | 4:43       |
| 7.  | «Busss It» (з участю Juan Rios)                                                        | Rikanatti; Juan Rios (співпрод.)  | 3:48       |
| 8.  | «Ric Flair»                                                                            | SK8 Beatz                         | 4:19       |
| 9.  | «Troublesome» (з участю Juan Rios)                                                     | Rikanatti; Juan Rios (співпрод.)  | 2:42       |
| 10. | «I'm So On»                                                                            | Cin-a-Matik                       | 4:04       |
| 11. | «1, 2, 3» (з участю Royce da 5'9")                                                     | Rikanatti; Juan Rios (дод. прод.) | 4:08       |
| 12. | «Teardropz & Closed Caskets» (з участю Slim the Mobster та Roccett)                    | Rikanatti                         | 5:20       |
| 13. | «On the Boss» (з участю Mitchy Slick)                                                  | Rikanatti; Sk8 Beats (співпрод.)  | 5:24       |
| 14. | «Roll Up»                                                                              | Centric                           | 3:14       |
| 15. | «While I'm Faded»                                                                      | Junior 17                         | 2:49       |
| 16. | «Money on My Mind»                                                                     | Rikanatti; Juan Rios (дод. прод.) | 3:16       |
| 17. | «The Pledge»                                                                           | Carlton «All Star» Johnson        | 3:14       |

| Бонус-треки делюкс-видання на iTunes | Бонус-треки делюкс-видання на iTunes           | Бонус-треки делюкс-видання на iTunes | Бонус-треки делюкс-видання на iTunes |
| #                                    | Назва                                          | Продюсер(и)                          | Тривалість                           |
| ------------------------------------ | ---------------------------------------------- | ------------------------------------ | ------------------------------------ |
| 18.                                  | «All of the Above» (з участю Musik Jones Drew) | Rikanatti                            | 3:16                                 |
| 19.                                  | «Go Getter» (з участю Sarah Shine)             | Rikanatti; J Whitty (співпрод.)      | 3:42                                 |
| 20.                                  | «U Think I'm Crazy»                            | Eminem                               | 5:04                                 |
| 21.                                  | «Bring It Back»                                | Vision                               | 2:36                                 |

| Бонус-трек DubCNN | Бонус-трек DubCNN          | Бонус-трек DubCNN | Бонус-трек DubCNN |
| #                 | Назва                      | Продюсер          | Тривалість        |
| ----------------- | -------------------------- | ----------------- | ----------------- |
| 18.               | «Threat (Nowhere II Hide)» | DJ Pooh           | 2:09              |

### Початковий варіант
Початковий треклист з іншими назвами треків та порядком пісень зображено на задній обкладинці. Продюсер «Tattoos»: Френк Д'юкс. Композиція пізніше потрапила до мікстейпу Church on the Move.
1. «Stunna»
2. «All About the Money»
3. «Picture Me»
4. «Where My Guns At»
5. «In the Name of Love (Do It All)» (з участю Rick Ross, The Game, K-Young та Joe Young)
6. «Buss It»
7. «Ric Flair»
8. «Troublesome»
9. «Water Whippin'»
10. «1, 2, 3» (з участю Royce da 5'9")
11. «Im So On»
12. «Teardropz & Closed Caskets» (з участю Slim the Mobster та Roccett)
13. «On the Boss» (з участю Mitchy Slick)
14. «Roll Up»
15. «While Im Faded»
16. «Money on My Mind»
17. «The Pledge»

Бонус-треки
1. «You Think Im Crazy»
2. «Above It All» (з участю Musik Jones Drew)
3. «Tattoos»

## Учасники
- Cashis — виконавчий продюсер, зведення, мастеринг, A&R
- Марк Брізі — виконавчий продюсер, A&R
- Браян Шефтон, Бен Ґроссі — помічники продюсерів
- Браян «Big Bass» Ґарднер — мастеринг
- Cerious — звукорежисер
- Патріціо Піґліапоко, Скотт «Spinz» Лайкінс, Ерік Богданович, Деніел «Arez» Бейкер — зведення, мастеринг
- Ендрю Шрампф — дизайн, артдиректор